# 11a cerimònia dels Lumières
La 11a cerimònia dels Lumières de la Premsa Internacional, va tenir lloc el 21 de febrer de 2006 al Cinéma des cinéastes. Fou presidida per Claudia Cardinale.

## Palmarès
- Milor pel·lícula :
  - De tant bategar se m'ha parat el cor de Jacques Audiard
- Millor director :
  - Philippe Garrel per Les Amants réguliers
- Millor guió
  - Caché de Michael Haneke
- Millor actriu :
  - Isabelle Huppert pel paper de Gabrielle a Gabrielle
- Millor actor :
  - Romain Duris pel paper de Tom a De tant bategar se m'ha parat el cor
- Millor actriu revelació :
  - Fanny Valette pel paper de Laura a La Petite Jérusalem
- Millor actor revelació :
  - Johan Libéreau pel paper de Mickael a Douches froides
- Millor pel·lícula francòfona :
  - L’Enfant dels germans Dardenne
- Premi del públic mundial (atorgat per TV5 Monde) :
  - Va, vis et deviens de Radu Mihaileanu